# David M. Kennedy
David Matthew Kennedy (Randolph (Utah), 21 luglio 1905 – Salt Lake City, 1º maggio 1996) è stato un banchiere, politico e diplomatico statunitense.
Fu presidente e amministratore delegato della Continental Illinois National Bank and Trust Company e in seguito Segretario al tesoro degli Stati Uniti durante l'amministrazione Nixon.

## Biografia

### Formazione e primi incarichi
Nato in una famiglia della Chiesa di Gesù Cristo dei santi degli ultimi giorni, Kennedy si laureò in economia alla Weber State University e successivamente ottenne un master in economia presso la George Washington University. Lavorò presso il Federal Reserve Board negli anni '30 e '40.

### Carriera bancaria
Entrò alla Continental Illinois Bank nel 1946, una delle maggiori banche commerciali statunitensi, con sede a Chicago. Divenne presidente della banca nel 1951 e amministratore delegato nel 1959.
Durante la sua direzione:
- espanse l’operatività della banca a livello internazionale (filiali a Londra, Tokyo e Osaka)[1];
- introdusse una cultura più dinamica negli investimenti e nei servizi al dettaglio[3];
- contribuì a rendere la banca tra le più grandi e influenti degli Stati Uniti.

### Ruoli nel settore pubblico
Nel 1969 fu nominato da Richard Nixon Segretario al tesoro degli Stati Uniti (69º nella storia del Paese), carica che mantenne fino al 1971. Durante il suo mandato:
- sostenne il passaggio a un dollaro non più legato all'oro;
- rappresentò il Tesoro durante importanti negoziati finanziari internazionali;
- avviò riforme nelle relazioni economiche con l'Asia.

Nel 1972 fu nominato Ambasciatore straordinario presso la NATO, e in seguito fu consigliere personale del presidente Nixon per gli affari esteri.

### Attività ecclesiastica e culturale
Fu profondamente coinvolto nella Chiesa di Gesù Cristo dei santi degli ultimi giorni, servendo come rappresentante della Chiesa presso il governo statunitense e come membro del consiglio dei fiduciari di varie istituzioni educative e culturali, tra cui:
- University of Chicago[1];
- Brookings Institution, dove fu presidente del consiglio direttivo dal 1961 al 1969[4].

## Morte
David Kennedy morì il 1º maggio 1996 a Salt Lake City, Utah, all'età di 90 anni.

## Eredità
Kennedy è ricordato per aver guidato la Continental Illinois verso una nuova era nel sistema bancario statunitense e per il suo ruolo cruciale nei primi anni dell'amministrazione Nixon in ambito economico e diplomatico.